# Alex Bowman

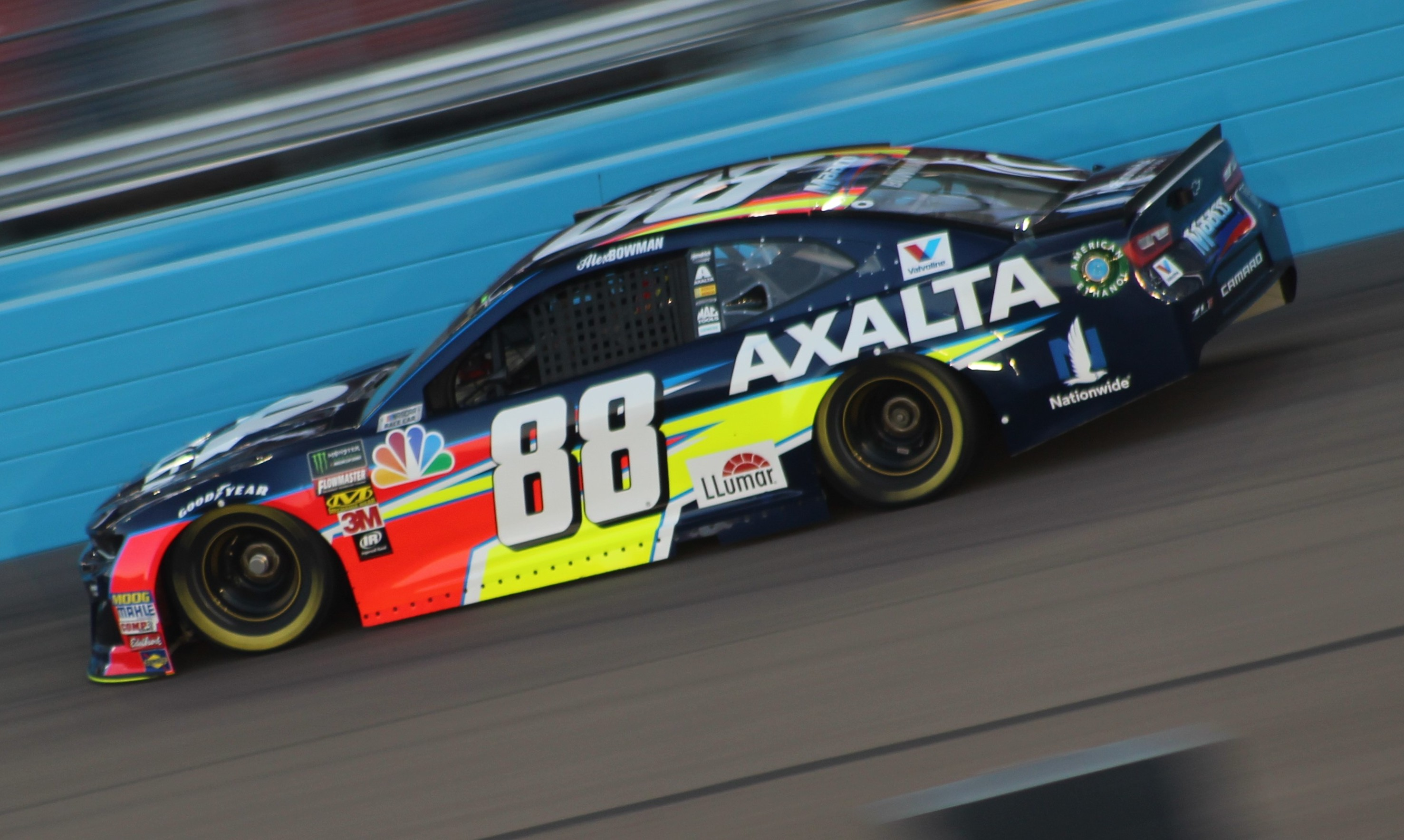
Bowman in de N° 88 Chevrolet Camaro op de Phoenix International Raceway in 2018.

Alex Michael Bowman (Tucson, Arizona, 25 april 1993) is een Amerikaans autocoureur, die actief is in de NASCAR Cup Series. Hij rijdt in 2022 in de nummer 48 Chevrolet Camaro ZL1 1LE voor het team van Hendrick Motorsports.

## Carrière

### Beginjaren
Bowman begon zijn carrière op zevenjarige leeftijd, met midgetracen op kleinere circuits in Arizona en Califonië. Dit zijn een soort go-karts met ophanging waarmee er op zowel verharde als onverharde banen wordt gereden. In 2006 had hij al negen nationale kampioenschappen gewonnen en 165 officiële overwinningen behaald. In 2008 wordt hij Amerikaans kampioen midget racing. In 2010 breekt Bowman tijdens een race zijn ribben en sleutelbeen. Nog steeds heeft hij zijn eigen team in het midget racen, Alex Bowman Racing, waar hij sporadisch zelf ook nog eens mee aan de start komt.
In 2010, na hersteld te zijn van zijn blessures, stapt Bowman over naar de echte wagens en maakt hij zijn debuut in de Rev-Oil Pro Cup, een competitie met stockwagens. In 2011 stapt hij over naar de K&N Pro Series met X Team Racing. Hij eindigt er zesde in het kampioenschap en wordt er Rookie of the Year. In 2018 doet hij nog eenmalig mee in deze competitie tijdens een race op Sonoma Raceway in Californië.
Ook doet Bowman in 2011 mee aan twee races in de ARCA Racing Series voor Venturini Motorsports, hij wint beide races op Madison Speedway en Kansas Speedway. In 2012 neemt hij voltijds deel aan deze competitie als Penske Racing coureur, uitgeleend aan Cunningham Motorsports. Van de 20 races in dit seizoen wint Bowman er vier en hij eindigt 13 keer in de top 10.

### Truck Series en Xfinity Series
In 2012 maakt hij zijn debuut in de Xfinity Series. Hij finisht 17de voor Turner Motorsports tijdens zijn debuutrace op de Chicagoland Speedway. Voor dit team rijdt hij in het einde van het seizoen ook de race op Dover International Speedway. Twee andere races in dit seizoen rijdt hij voor RAB Racing, op de Kentucky Speedway en Phoenix International Raceway. In Januari 2013 maakte RAB Racing bekend dat Bowman in 2013 voltijds voor het team zou rijden. Hij slaagde erin twee keer pole te behalen voor het team, maar wordt nog voor het einde van het seizoen door het team ontslagen. Zo eindigt zijn seizoen met zes top 10 finishes uit 32 starts. In 2014 komt hij enkele keren aan de start, één keer voor Hattori Racing in Dover en voor JR Motorsports in Charlotte en Phoenix. In 2015 rijdt Bowman enkele races in de Xfinity series voor Athenian Motorsports en in de Truck Series voor JR Motorsports.
In 2016 heeft Bowman geen voltijds zitje in de Cup Series, maar rijdt hij negen races in de Xfinity Series voor JR Motorsports. Hij bemachtigde een pole position in Michigan en finishte in zeven keer in de top 10, maar ondanks deze resultaten raakte hij toch wegens gebrek aan sponsors zijn stoeltje kwijt. In 2017 heeft hij wederom geen vast contract en valt hij enkele races in voor andere coureurs. In de Truck Series rijdt hij voor GMS Racing op Atlanta Motor Speedway, omdat vaste coureur Justin Haley te jong was om op dit circuit te mogen rijden. In de Xfinity Series valt hij in voor Chip Ganassi Racing tijdens de races op Charlotte Motor Speedway en Phoenix International Raceway. De race in Charlotte wint hij.

### Cup Series

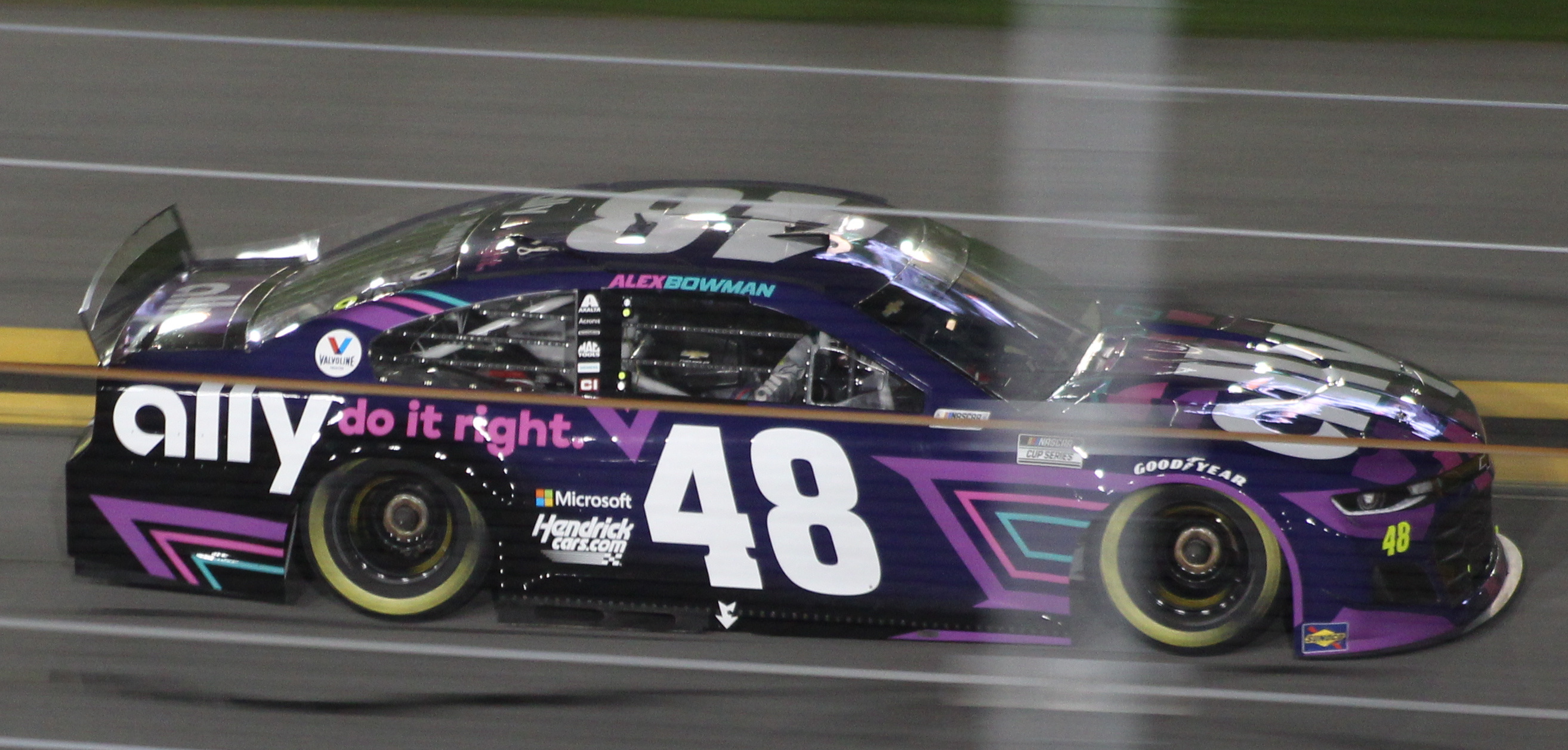
Bowman in de N° 48 Chevrolet Camaro op de Daytona International Speedway in 2021.

Voor het seizoen van 2014 is Bowman aanvankelijk testcoureur voor BK Racing, maar op 20 januari maakt het team bekend dat hij voltijds in de N° 23  Toyota zal rijden in de Cup Series. Het seizoen verliep moeilijk en Bowman finishte tijdens geen enkele race in de top 10 en slechts eenmaal in de top 20. Hij sluit het seizoen uiteindelijk af op een 35e plaats in de stand. Ook het daaropvolgende seizoen verloopt moeizaam, overgestapt naar de N° 7 Chevrolet van Tommy Baldwin Racing scoort hij gelijkaardige resultaten en heeft hij zeer vaak pech. Zo kon hij niet kwalificeren voor de Daytona 500 door een enorme klapper in een opwarmrace. Tijdens de race op New Hampshire Motor Speedway vloog zijn wagen in brand nadat er een stuk rubber van een andere wagen in zijn motor terecht kwam. Bowman eindigt het seizoen als 33e. Op 21 Januari 2016 maakt hij bekend niet met Tommy Baldwin Racing verder te gaan.
In 2016 rijdt Bowman enkele races in de Cup Series. Zo vervangt hij Dale Earnhardt jr. voor Hendrick Motorsports tijdens de race in New Hampshire nadat deze forfait moest geven voor de rest van het seizoen door een hersenschudding. Ondanks dat Bowman bijna de volledige race in de top 10 rijdt, verpest een klapband en een klap in de muur zijn resultaat en wordt hij als 26ste geclassificeerd. De rest van het seizoen vervangt hij samen met viervoudig kampioen Jeff Gordon om de beurt. Op Phoenix International Raceway scoort hij zijn eerste pole position in de hoogste klasse. Ook gaat hij tijdens de race 197 ronden aan de leiding. Met nog zes ronden te gaan probeert hij de winnende inhaalactie uit te voeren op leider Matt Kenseth, maar wordt hierbij van achteren geraakt door Kyle Busch waardoor hij tegen Kenseth aanrijdt. Bowman recupereert en komt toch nog als zesde over de streep en wint door een zeer imposante race het vertrouwen van teambaas Rick Hendrick. In 2017 moet hij zich tevreden stellen met een rol als reservecoureur. Op 20 juli 2017 maakt het team bekend dat Dale Earnhardt jr. de sport zal verlaten en dat Bowman hem zal vervangen vanaf het volgende seizoen.
Tijdens de eerste race van het seizoen 2018, de Daytona 500 start Bowman gelijk op pole. Ondanks dat hij dit seizoen geen overwinningen boekt, komt hij door punten toch in de play-offs terecht. Hij wordt geëlimineerd in de 'Round of 12' en wordt geclassificeerd als 16de in de eindstand. In 2019 scoorde Bowman betere resultaten, waaronder drie consecutieve tweede plaatsen in Talladega, Dover en Kansas. Bij deze laatstgenoemde race in Kansas domineerde Bowman het tweede gedeelte van de race, maar werd hij met nog acht ronden tegaan ingehaald door Brad Keselowski. Later dat seizoen tijdens de race op Chicagoland Speedway domineerde Bowman wederom het tweede gedeelte van de race, maar werd hij met acht ronden te gaan ingehaald door Kyle Larson. Deze keer slaagde hij er wel in om twee ronden later de leiding terug te nemen en won zo zijn eerste race in de NASCAR Cup Series. Met deze overwinning is Bowman op elke mogelijke positie geëindigd in een Nascar race. De eerste ronde van de play-offs van het seizoen 2019 in Las Vegas eindigde hij als zesde, de tweede race als 23ste en de derde race als tweede achter zijn teamgenoot Chase Elliott. Tijdens de race op Talladega Superspeedway in de 'Round of 12' reed Bowman aan de leiding in de laatste ronden, maar werd hij door Joey Logano geraakt, wat eindigde in een enorme crash met meerdere wagens. Na de volgende race in Kansas werd hij geëlimineerd voor het kampioenschap.
In 2020 wint Bowman zijn tweede race in de Nascar Cup Series tijdens de Auto Club 400 op Auto Club Speedway na 110 ronden aan de leiding te hebben gereden. Na een late pitstop van concurrent Ryan Blaney kwam hij als eerste over de streep met een voorsprong van negen seconden op Kyle Busch. Op 6 oktober 2020 maakte Hendrick Motorsports bekend dat Bowman en zijn teamleider Greg Ives samen de overstap zouden maken binnen het team van wagen N° 88 naar de N° 48 van Jimmie Johnson die in 2021 naar de Indycar overstapt. Hierbij nam hij ook de hoofdsponsor Ally Financial van Jimmie Johnson over.
Het seizoen van 2021 start voor Bowman hetzelfde als in 2018, met een pole tijdens de eerste race van het seizoen op Daytona. Na een seizoenstart met goede resultaten, wint Bowman de negende race van het seizoen op Richmond International Raceway na laat in de race Denny Hamlin en Joey Logano achter zich te houden na een herstart met nog maar 12 ronden te gaan. Het is zijn derde overwinning in de Nascar Cup Series, zijn eerste met de N° 48 Chevrolet Camaro en de eerste overwinning sinds 2017 voor dit racenummer.

## Resultaten
| Jaar | Reeks                 | Team                                  | Races | Overwinningen | Positie |
| ---- | --------------------- | ------------------------------------- | ----- | ------------- | ------- |
| 2011 | K&N Pro Series East   | X Team Racing & Gaunt Brothers Racing | 12    | 0             | 6e      |
| 2011 | K&N Pro Series West   | X Team Racing & Venturini Motorsports | 2     | 0             | 42e     |
| 2011 | ARCA Racing Series    | Venturini Motorsports                 | 2     | 2             | 55e     |
| 2012 | ARCA Racing Series    | Cunningham Motorsports                | 20    | 4             | 4e      |
| 2012 | NASCAR Xfinity Series | Turner Motorsports & RAB Racing       | 4     | 0             | 46e     |
| 2013 | NASCAR Xfinity Series | RAB Racing                            | 32    | 0             | 11e     |
| 2014 | NASCAR Xfinity Series | Hattori Racing & JR Motorsports       | 3     | 0             | 97e     |
| 2014 | NASCAR Cup Series     | BK Racing                             | 36    | 0             | 35e     |
| 2015 | NASCAR Truck Series   | JR Motorsports                        | 1     | 0             | 95e     |
| 2015 | NASCAR Xfinity Series | Athenian Motorsports                  | 2     | 0             | 101e    |
| 2015 | NASCAR Cup Series     | Tommy Baldwin Racing                  | 35    | 0             | 33e     |
| 2016 | NASCAR Xfinity Series | JR Motorsports                        | 9     | 0             | 25e     |
| 2016 | NASCAR Cup Series     | Hendrick Motorsports                  | 9     | 0             | 52e     |
| 2017 | NASCAR Truck Series   | GMS Racing                            | 1     | 0             | 79e     |
| 2017 | NASCAR Xfinity Series | Chip Ganassi Racing                   | 2     | 1             | 92e     |
| 2018 | K&N Pro Series West   | Bill McAnally Racing                  | 1     | 0             | 61e     |
| 2018 | NASCAR Xfinity Series | GMS Racing                            | 1     | 0             | 104e    |
| 2018 | NASCAR Cup Series     | Hendrick Motorsports                  | 36    | 0             | 16e     |
| 2019 | NASCAR Cup Series     | Hendrick Motorsports                  | 36    | 1             | 12e     |
| 2020 | NASCAR Cup Series     | Hendrick Motorsports                  | 36    | 1             | 6e      |
| 2021 | NASCAR Cup Series     | Hendrick Motorsports                  | 36    | 4             | 14e     |
| 2022 | NASCAR Cup Series     | Hendrick Motorsports                  | *     | 1             | *       |

- * Seizoen loopt nog